# 上川內站
上川內站（日语：／ Kami-Sendai eki */?）是位於鹿兒島縣薩摩川内市御陵下町，屬於肥薩橙鐵道線的車站。車站編號為OR27。

## 歷史
- 1922年7月1日：鐵道省川內線車站啟用[1][2]。
- 1927年（昭和2年）10月17日 - 湯浦站至水俁站之間開業，八代站至川內站至鹿兒島站之間編入至鹿兒島本線。
- 1949年（昭和24年）6月1日 - 日本國有鐵道成立，成為國鐵車站。
- 1952年（昭和27年）3月 - 現時的車站大樓落成。
- 1970年（昭和45年）9月1日  - 隨著引入CTC，成為業務委託車站。上川內站長廢止，為川內站管理。
- 1983年（昭和58年）3月14日  - 成為無人車站。
- 1987年（昭和62年）4月1日 - 伴隨國鐵分割民營化，車站由九州旅客鐵道（JR九州）營運。
- 2004年（平成16年）3月13日 - 九州新幹線鹿兒島中央站（當日由西鹿兒島站改名而成）至新八代站之間開業，使鹿兒島本線八代站至川內站之間的鐵路業務由肥薩橙鐵道繼承。
- 2012年（平成24年）3月17日 - 在此站折返列車消滅。
- 2019年（令和元年）10月1日 - 隨著引入車站編號，更新站名牌。車站英文名由「Kami Sendai」變為「Kami-Sendai」。

## 車站構造
本站是地面車站，設有2面2線的相對式月台。本站為鋼筋混凝土製的站房。由於車站附近設有縣下著名的猛獁校鹿兒島縣立川内高等學校，在早上和黃昏的學生會使用此站，在早上繁忙時間中，設有多班西鹿兒島站（現時為鹿兒島中央站）方向折返的列車班次。
本站在1952年改建成較大的站房。在國鐵時代設有站長事務室、行李櫃臺和售票櫃臺，直至1983年成為無人車站，隨後行李櫃臺與售票櫃臺被大型公示板遮蓋。在JR時代，鄰近閘口處設有小屋，名為「JR票售票處」，該處設有簡單（臨時）售票櫃臺，在平日和星期六設有1名從川內站的車站職員當值。閘口上設有出發時間表，櫃臺在除了星期日、假日、暑假、寒假、春假、學校假期外，在平日早上至黃昏（星期六為早上至下午）設有車站職員負責售賣定期票、常備票和補充票。在2004年3月13日由肥薩權橙鐵道接管後不再設置車站職員。出發時間表被撤走，櫃臺關閉。前站長事務室遺址成為了電療診所。隨後，隨著電療診所在2018年結業，成為空置單位。另外，臨時櫃臺現時成為了肥薩橙鐵道員工等待場（休息區）。
此站與川內站之間設有長約250米的川內川橋粱，在颱風等惡劣天氣或發生自然災害時，川内方向列車會在此站折返。當時便會臨時設有車站職員當值。
由於本站鄰近新田神社，在JR九州時代，此站的站名牌中圖案使用了新田神社鳥居，在肥薩橙鐵道接管後月台提高高度，站名牌也隨之撒走。

### 月台
| 月台 | 路線          | 上下行 | 方向                   | 備註                   |
| ---- | ------------- | ------ | ---------------------- | ---------------------- |
| 1    | ■肥薩橙鐵道線 | 上行   | 阿久根、出水、水俁方向 |                        |
| 1    | ■肥薩橙鐵道線 | 下行   | 川內方向               |                        |
| 2    | ■肥薩橙鐵道線 | 下行   | 川內方向               | 在黃昏只限部分列車使用 |

## 使用狀況
在2017年度，1日平均乘車人次為129人
| 年度 | 1日平均 乘車人次 | 1日平均 上下車人次 |
| ---- | ---------------- | ------------------ |
| 2007 | 150              | 305                |
| 2008 | 142              | 290                |
| 2009 | 146              | 296                |
| 2010 | 136              | 277                |
| 2011 | 123              | 250                |
| 2012 | 112              | 229                |
| 2013 | 126              | 257                |
| 2014 | 149              | 301                |
| 2015 | 134              | 273                |
| 2016 | 134              | 269                |
| 2017 | 129              | 264                |

## 車站周邊
- 國道3號
- 鹿兒島縣立川内高等學校（日语：鹿児島県立川内高等学校）
- 上川内郵局
- 新田神社
- 鹿兒島交通川內營業所（日语：鹿児島交通）
- Nishimuta（日语：ニシムタ）上川內店（Garappark SENDAI遺址）
- 京瓷鹿兒島川內工場
- 川內職業能力開學短期大學（日语：職業能力開発短期大学校）

## 相鄰車站
肥薩橙鐵道
■肥薩橙鐵道線
■快速「快速海洋快車薩摩」（只於星期六日運行）
阿久根（OR21）－上川內（OR27）－川內（OR28）
■快速「超級橙」（只限1號停站，只於星期六日運行）、■普通
草道（OR26）－上川內（OR27）－川內（OR28）

## 注腳
1. ↑  鐵道省告示第69號「川内線川内町西方間鐵道運輸營業開始」，日本《官報》第2970號，1922年6月27日，第759頁：國立國會圖書館電子資料庫。
2. ↑  《川内市史 下巻》 p.553
3. ↑  薩摩川內市統計書

## 外部連結
- 上川內站（各站資訊） （页面存档备份，存于） - 肥薩橙鐵道